# Coritiba Foot Ball Club
Maillots
Actualités
Dernière mise à jour : 2 décembre 2024.
Le Coritiba Foot Ball Club, communément appelé Coritiba et familièrement surnommé "Coxa", est un club de football brésilien basé à Curitiba, la capitale de l'État brésilien du Paraná. Fondé en 1909 par des immigrants allemands, il est le plus ancien club de football de l'État et le club avec le plus grand nombre de titres.
Le stade domestique de Coritiba est le stade Major-Antônio-Couto-Pereira, construit en 1932, d'une capacité de 40 000 supporters. Sa principale rivalité est avec l'Athletico Paranaense, avec qui il dispute le derby Atletiba, l'une des grandes rivalités du football brésilien, ainsi que le derby Paratiba, disputé avec le Paraná Clube.
Coritiba a été le premier club du Paraná à remporter le championnat brésilien en 1985,, brisant l'hégémonie des équipes de São Paulo, Rio de Janeiro, Rio Grande do Sul et Minas Gerais qui durait depuis les années 1960. Le club a également remporté deux titres de championnat brésilien Série B, en 2007 et 2010. Il a remporté le championnat de l'État du Paraná à 39 reprises, soit plus que ses deux principaux rivaux combinés (l'Athletico Paranaense avec 27 titres et le Paraná Clube avec 7).
En juin 2023, Treecorp Investimentos a finalisé l'achat de 90 % de la SAF du club, dans une transaction évaluée à 1,1 milliard de reais (€204,4 millions).

## Aperçu

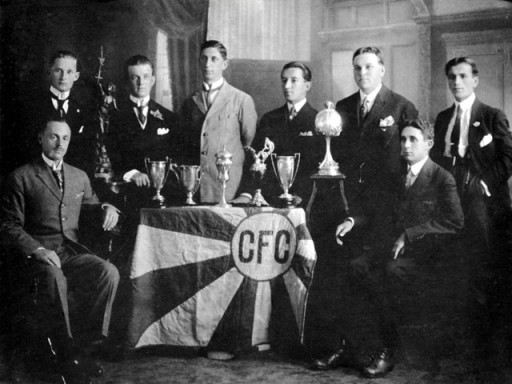
Premier président avec d'autres dirigeants

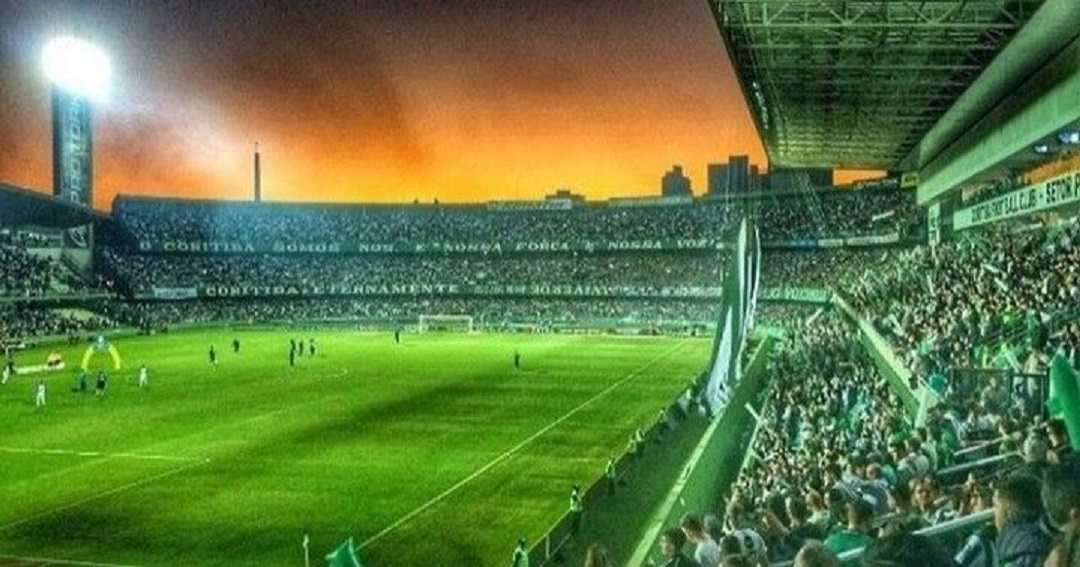
Couto Pereira

Coritiba est le premier club du sud du Brésil à avoir remporté un titre national, le Torneio do Povo de 1973, et est également le premier club du sud à avoir participé aux deux principales compétitions continentales, la Copa Libertadores et la Copa Sudamericana.
Il a été le premier club du Paraná à remporter la Série A (le principal titre au Brésil) et à atteindre les demi-finales de la deuxième compétition la plus importante du pays, la Copa do Brasil (Coupe du Brésil de Football), en 1991, 2001, 2009, et à atteindre les finales en 2011 et 2012.
Le seul à avoir remporté six titres consécutifs du Paranaense (Championnat du Paraná de Football), entre 1971 et 1976, Coritiba est également le club avec le plus grand nombre de participations dans ce championnat. Avec plus de 30 000 membres, il est actuellement classé 1er à la FPF, 14e au classement de la CBF, 83e au classement de la CONMEBOL et 125e au classement international de l'IFFHS. Le club compte plus de 30 000 membres.
À partir de 2013, il a des partenariats (y compris des prêts et des échanges de jeunes joueurs) avec Porto et Benfica au Portugal, Chivas Guadalajara au Mexique, Daegu en Corée du Sud et VVV Venlo aux Pays-Bas.
Le club détient toujours le record du plus grand nombre de victoires consécutives, 24 (vingt-quatre), en compétitions officielles, et la plus longue série parmi les équipes brésiliennes, ayant disputé plus de 4 800 matchs dans son histoire.
Coritiba est le premier club de football du sud du Brésil à commencer à s'impliquer dans le football américain. Coritiba Crocodiles est une équipe de football américain formée par la fusion de Coritiba (football américain) et des Barigui Crocodiles, étant trois fois champions du Brésil, neuf fois champions de l'État et deux fois champions de la Conférence Sud.

## Histoire

### Fondation

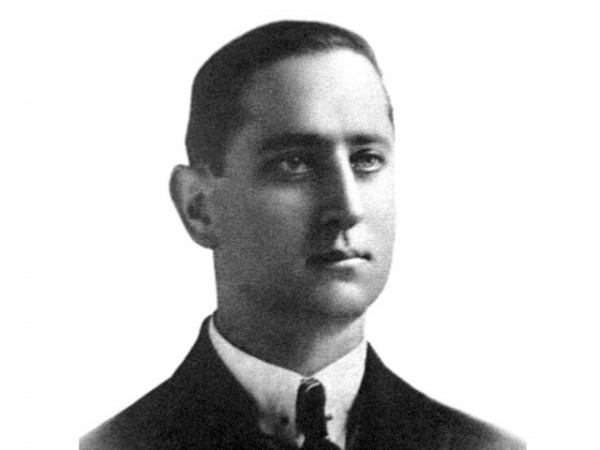
Fritz Essenfelder

En 1909, un groupe de jeunes hommes s'est réuni au Clube Ginástico Teuto-Brasileiro Turnverein (Club de gymnastique teuto-brésilien Turnverein - "Turnverein" étant le mot allemand pour club de gymnastique), où la communauté d'immigrants allemands de Curitiba se rassemblait pour pratiquer divers sports. En juillet de cette année-là, un membre éminent du club, Frederico "Fritz" Essenfelder, arriva avec un ballon en cuir à la main. Il expliqua à ses amis qu'il s'agissait d'un ballon de football et leur expliqua les règles de ce nouveau jeu. Fritz et ses amis au sein du club commencèrent à organiser des matchs sur le terrain du Quartel da Força Pública (Quartier général de la Force publique).
Plus tard, une invitation arriva pour jouer un match contre un club de travailleurs, dont beaucoup étaient britanniques, de la ligne de chemin de fer de Ponta Grossa. Le 12 octobre 1909, Fritz convoqua une réunion dans l'ancien Theatro Hauer (Théâtre Hauer) pour organiser le premier match. La décision fut prise de former un club de football, et il le nommerait Teuto-Brasileiro. Teuto-Brasileiro serait le premier club de football dans l'État du Paraná.

#### Le Premier Match

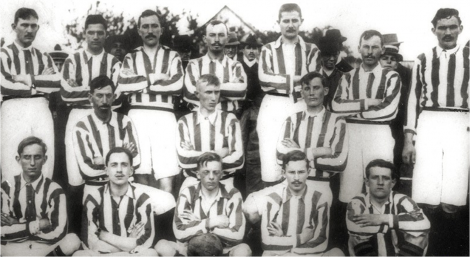
Le Premier Match

Le 23 octobre 1909, à Ponta Grossa, le club disputa son premier match officiel. Les adversaires étaient le Clube de Foot Ball de Tiro Pontagrossense, composé d'employés de la South American Brazilian Engineering Company. Le match fut remporté par Tiro Pontagrossense, sur un score de 1 à 0, le but étant marqué par Elias Mota.
L'équipe de Coritiba pour le premier match était la suivante : Arthur Iwersen, Erothildes Carlberg, Leopoldo Obladen, Arthur Hauer, Alfredo Labsch, Alfredo Hauer, Walter Dietrich, Teodoro Obladen, Carlos Schleker, Roberto Juchks, Fritz Essenfelder, Johann Maschke, Waldemar Hauer, Alvin Hauer et Rudolf Kaastrup.

#### Fondation du Club

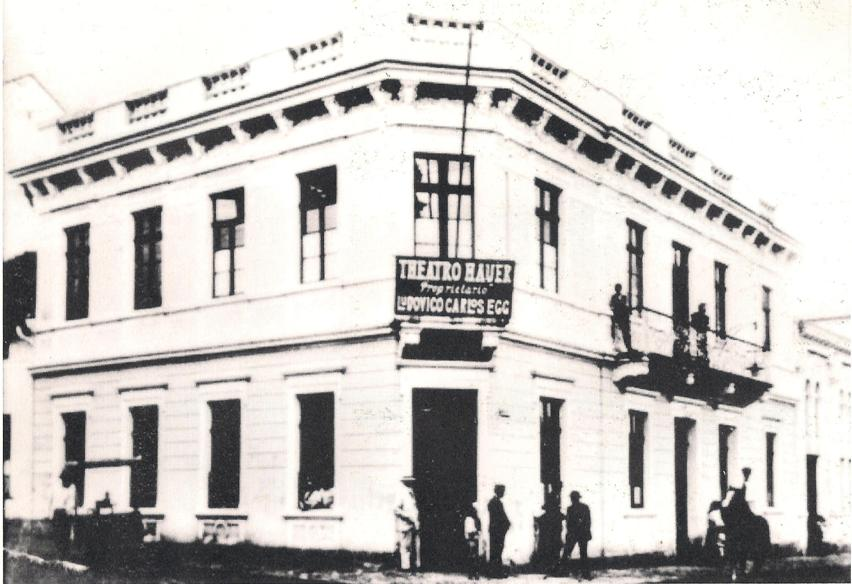
Theatro Hauer

Après le match à Ponta Grossa, les fondateurs et membres du club étaient enthousiasmés par le nouveau jeu et décidèrent de consacrer leur club exclusivement au football. Il y avait déjà plus de 50 joueurs, dont beaucoup n'étaient pas d'origine allemande. Cependant, le Clube Ginástico Teuto-Brasileiro Turnverein n'autorisait pas les membres non-allemands, ce qui conduisit à la formation d'un club séparé (après de nombreuses discussions tenues au Teatro Hauer tout au long de décembre 1909). Enfin, le 30 janvier 1910, le Coritibano Foot Ball Club indépendant fut formé. Le nom fut choisi car c'est ainsi que l'équipe avait joué lors de son premier match à Ponta Grossa.
La première réunion du club eut lieu le 21 avril 1910, après qu'ils eurent acquis toutes les règles du sport (en provenance de Rio de Janeiro et de São Paulo). Au cours de cette réunion, le premier conseil d'administration fut formé, avec João Viana Seiler comme président, Arthur Hauer comme vice-président, José Júlio Franco et Leopoldo Obladen comme premier et deuxième secrétaire respectivement, et Walter Dietrich et Alvim Hauer comme premier et deuxième trésorier respectivement. Fritz fut nommé capitaine de l'équipe. C'est également lors de cette réunion que le nom du club fut changé, cette fois en Coritiba, d'après l'ancien nom de la capitale du Paraná. Cela visait à éviter toute confusion avec un club social de la ville appelé Coritibano. La fondation du Coritiba Foot Ball Club lança effectivement le football organisé dans l'État du Paraná.

### Années 1910 et 1920

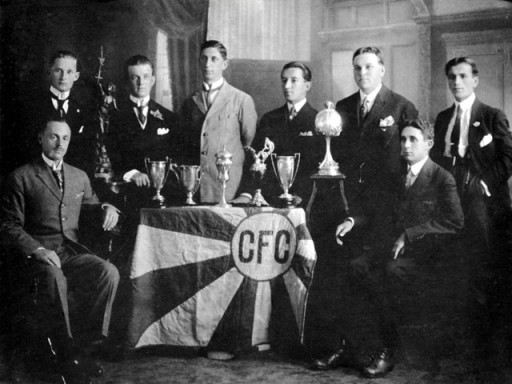
João Viana Seiler, premier président

La recherche d'un terrain de football a commencé et le Hipódromo do Guabirotuba (Hippodrome du Guabirotuba) a été choisi. C'était également le domicile du Jockey Clube do Paraná jusqu'en 1955. Des gradins étaient nécessaires pour accueillir les spectateurs, et après la transformation du nouveau stade pour le football, il a été nommé Prado de Guabirotuba. L'inauguration a eu lieu le 12 juin 1910, avant un match contre le Ponta Grossa Foot Ball Club (le nouveau nom du Clube de Foot Ball de Tiro Pontagrossense). Coritiba a remporté le match 5-3. C'était le premier match de football à Curitiba et a été vu par 200 spectateurs. Coritiba a continué à jouer à Prado de Guabirotuba jusqu'en 1917.
En 1915, Coritiba a commencé à concourir à la fois dans le Campeonato da Cidade (Championnat de la ville) et dans le championnat d'État Championnat du Paraná de football. Coritiba a remporté à la fois le championnat de la ville et de l'État l'année suivante. Le 2 juillet 1916, Coritiba a battu un club du nom de Spartano dans le championnat d'État Championnat du Paraná de football par 7 buts à 0. Cette année-là, le joueur vedette José Bermudes - mieux connu sous le nom de Maxambomba - est devenu le premier joueur d'une équipe du Paraná à être sélectionné pour l'équipe nationale du Brésil. Coritiba a remporté le Torneio Afonso Camargo (Tournoi Afonso Camargo) et, en 1917, le club a commencé à jouer dans son nouveau stade Parque da Graciosa à Juvevê, où il a joué jusqu'en 1932.
En 1920, Coritiba a remporté le Torneio Início et, en 1921, ils l'ont remporté à nouveau avec le Torneio da Cruz Vermelha et le Torneio de Tiradentes. Le 15 août 1921, le club a battu l'équipe de l'État de São Paulo, la Seleção Paulista, 1-0. L'équipe de l'État de São Paulo formait l'épine dorsale de l'équipe nationale brésilienne, cette victoire plaçant le football dans l'État du Paraná sur la carte nationale. L'avant Maxambomba et le milieu de terrain Gonçalo Pena ont tous deux été sélectionnés pour l'équipe nationale brésilienne qui a participé au Championnat sud-américain de 1921 (aujourd'hui appelé Copa América).
En 1924, la grande rivalité régionale entre Coritiba et le Club Athletico Paranaense a commencé. Le 8 juin de cette année-là, Coritiba a battu l'Atlético 6-3, avec quatre buts de Ninho. Le 7 novembre 1926, Coritiba a battu Paraná Sports 13-1, la plus grande différence de buts de l'histoire du championnat de l'État du Paraná. Staco a marqué cinq buts pour Coritiba. En 1927, avec Antônio Couto Pereira comme président, Coritiba a remporté haut la main le Championnat du Paraná de football en remportant huit de leurs neuf matchs. Staco a marqué sept buts dans une victoire 9-0 contre Savoia. La même année, le club a remporté à la fois le Campeonato da Cidade et la Taça Fox.

### Années 1930 et 1940

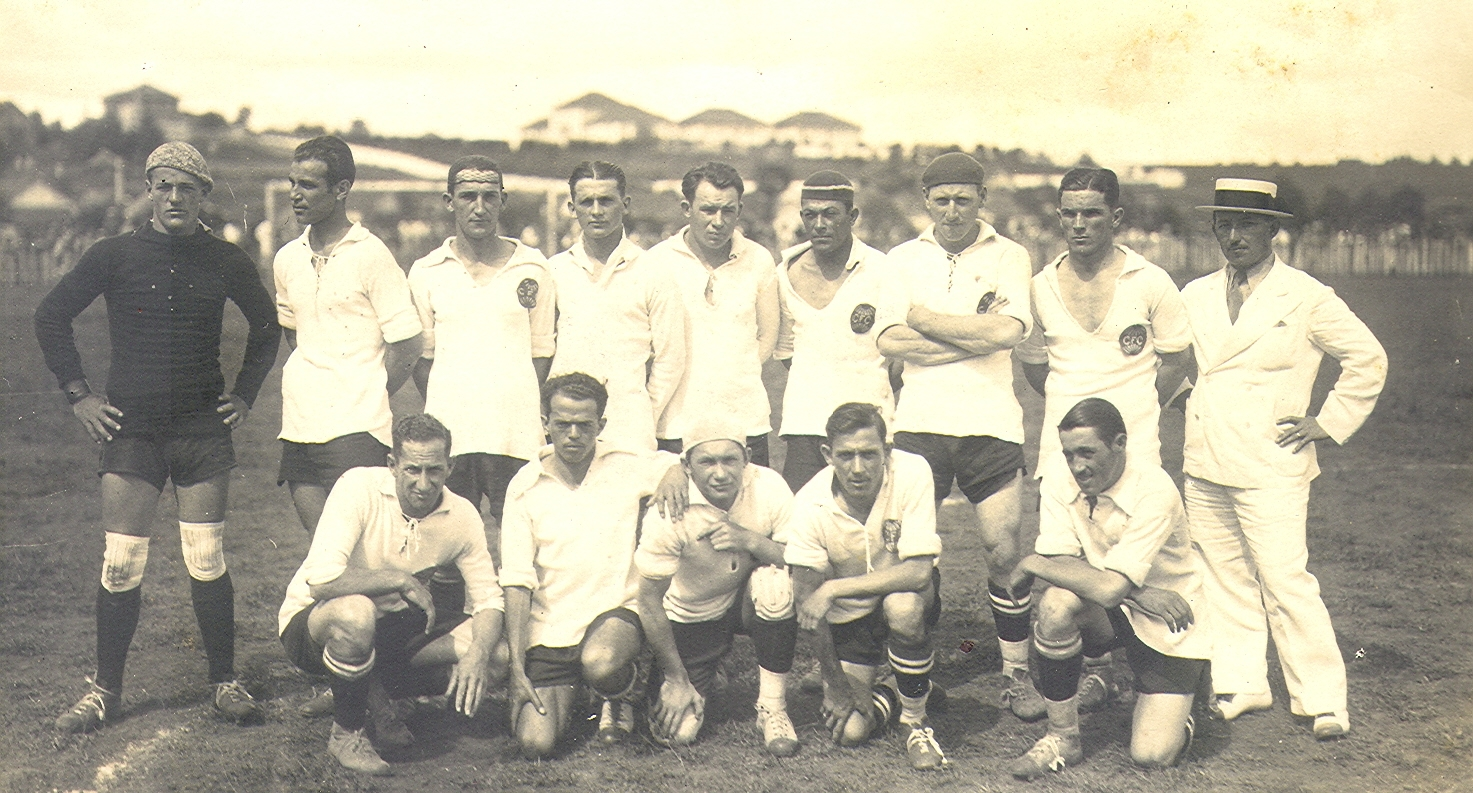
Coritiba 1931

En 1930, Coritiba a remporté le Torneio Início. Le 23 novembre, Coritiba a battu leurs rivaux de toujours, Atlético-PR, par 7-4, le match le plus prolifique de la compétition. L'année suivante, Coritiba a remporté le Championnat du Paraná de football et le Campeonato da Cidade. Dans l'édition 1931 du Championnat du Paraná de football, l'histoire a été écrite lors d'un match contre Palestra Itália (Paraná).
Moaçir Gonçalves était joueur-entraîneur pour Coritiba et il est devenu le premier joueur noir d'une équipe de la capitale de l'État. Il y avait de nombreux joueurs noirs dans les années 1930 au Brésil, mais Curitiba était une ville démographiquement dominée par des immigrants allemands, polonais et ukrainiens, donc les joueurs noirs étaient rares. Alors que son équipe était menée 3-1, Moaçir Gonçalves s'est substitué et Coritiba a gagné 5-4.
Un autre personnage notable cette saison-là était Rei, un jeune ramasseur de balles pour Coritiba surnommé Rei dos Vagabundos (Roi des paresseux) en raison de son attitude décontractée. Lors de l'entraînement pour un match du dimanche, le gardien régulier était en retard et l'entraîneur, Pizzatto, a mis le gardien de seize ans Fontana dans les buts. Il a étonné tout le monde avec sa performance et a été immédiatement enregistré comme joueur pour le prochain match. Il a fait ses débuts contre l'Atlético-PR à Baixada, et Coritiba a gagné 1-0. José Fontana a été élu Homme du Match et est devenu connu sous le nom de 'Roi'. Il est devenu le premier gardien de but de l'État du Paraná à être sélectionné pour l'équipe nationale.
En 1932, Coritiba a remporté à la fois le Torneio Inicio et le Torneio dos Cronista Esportivos. Le 7 août 1932, Coritiba a battu l'Atlético-PR 6-1, à l'extérieur et avec une équipe de réserve. Le 19 novembre, Coritiba a inauguré son nouveau stade Belfort Duarte. Le match d'ouverture était contre América-RJ, une équipe de Rio qui était la championne en titre du Campeonato Carioca, le championnat de l'État de Rio de Janeiro. Coritiba a remporté le match 4-2 et a entamé une longue période de succès, remportant de nombreux titres, dont le championnat de la ville, le Campeonato da Cidade (1933, 1935 et 1939), le Championnat du Paraná de football (1933, 1935 et 1939), le Torneio Arthur Friedenreich (1934) et le Torneio Início (1939).
Le 23 janvier 1941, Coritiba a joué son premier match contre une équipe étrangère, faisant match nul avec Gimnasia y Esgrima La Plata d'Argentine à Belfort Duarte. Le 1er février 1942, Neno a marqué sept buts lors d'une victoire 10-2 contre Jacarezinho. Le 18 mars, le club a joué un match amical contre Avaí et a gagné 4-1, le premier match joué la nuit sous des projecteurs dans l'État de Paraná. En 1943, Coritiba a remporté à la fois le Torneio Imprensa et le Torneio Luis Aranha. En 1944, Coritiba a remporté le Torneio Getúlio Vargas et, l'année suivante, le Torneio da Cidade de Curitiba. Pendant ce temps, Couto Pereira a quitté la présidence du club après deux mandats (un total de treize ans). En 1946 et 1947, ils ont remporté le Campeonato da Cidade et ont été deux fois champions du Championnat du Paraná de football. En 1947, Coritiba a remporté toutes les catégories du Championnat du Paraná de football (aspirant, amateur, juvénile et professionnel) et a été surnommé Campeoníssimo ou 'Super Champion'. Le 12 juillet 1949, Coritiba a joué son premier match contre un club en dehors de l'Amérique continentale. Ils ont battu Rapid Vienne d'Autriche 4-0 à Vila Capanema. Rapid Vienne était le champion national autrichien à l'époque.

### Années 1950 et 1960

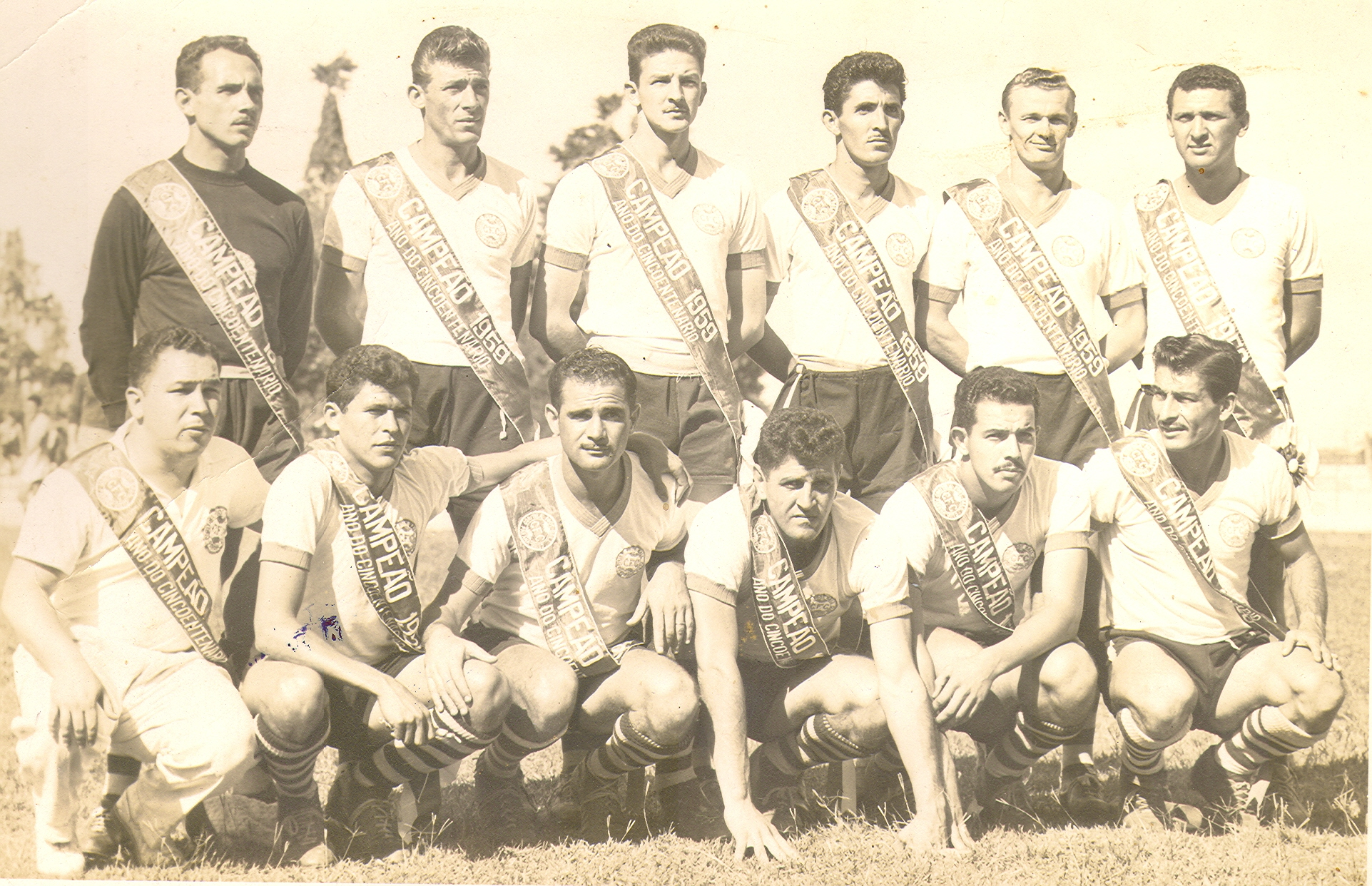
Coritiba 1959

Les années 1950 ont été une décennie réussie pour Coritiba. Le club a remporté le Torneio Triangular de Curitiba en 1950, ainsi que le Torneio Quadrangular Interestadual et le Torneio Quadrangular de Londrina en 1953. Ils ont remporté le Championnat du Paraná de football six fois : 1951, 1952, 1954, 1956, 1957 et 1959.
En 1960, Coritiba a de nouveau remporté le Championnat du Paraná de football. Cette année-là, le club a perdu le célèbre jeu du pile ou face contre Grêmio pour le titre de la Taça Brasil. Après trois matchs nuls entre les clubs, le titre a été décidé par un pile ou face. En 1967, Evangelino da Costa Neves est devenu le nouveau président de Coritiba et est resté à la barre pendant plus de vingt ans. Le 6 août, Coritiba a battu Atlético de Madrid d'Espagne à Belfort Duarte 3–2, avec trois buts de Walter. Le 12 décembre, Coritiba a battu l'équipe nationale de Hongrie 1–0 à Belfort Duarte.
En 1968, Coritiba a mis fin à une période de huit ans sans titres en devenant champion du Championnat du Paraná de football, remportant également le Torneio Internacional de Verão. Le 2 juin, Coritiba a joué contre Napoli d'Italie, à Belfort Duarte. Le 13 novembre, Coritiba a affronté l'équipe nationale du Brésil, perdant 2–1.
En 1969, Coritiba a entrepris sa première tournée internationale, jouant des matchs amicaux en Allemagne, en Autriche, en Bulgarie, aux Pays-Bas et en Belgique, et participant au III Torneio Cidade de Murcia (III Tournoi à Murcie), en Espagne. Le club a également remporté la Coupe Pierre Colon en France. Coritiba a affronté des équipes telles que Valencia d'Espagne, le Borussia Dortmund d'Allemagne, Bordeaux de France, Feyenoord des Pays-Bas, Austria Vienne d'Autriche, Levski Sofia de Bulgarie et Anderlecht de Belgique.
- Krüger, la "Flecha Loira": Une vie dédiée à Coritiba[12].
- Fedato, la "Estampilla Rubia": Il a été le plus grand défenseur de l'histoire de Coritiba et du football du Paraná[13].
- Duílio: Il a été le meilleur buteur de l'histoire de Coritiba et du Championnat du Paraná de football[14].
- Miltinho: Pendant 13 ans, il a été titulaire de Coritiba et de l'équipe nationale de l'État du Paraná[15].

### Années 1970

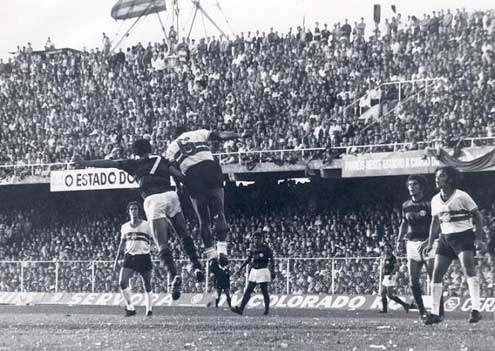
Atletiba, 1972

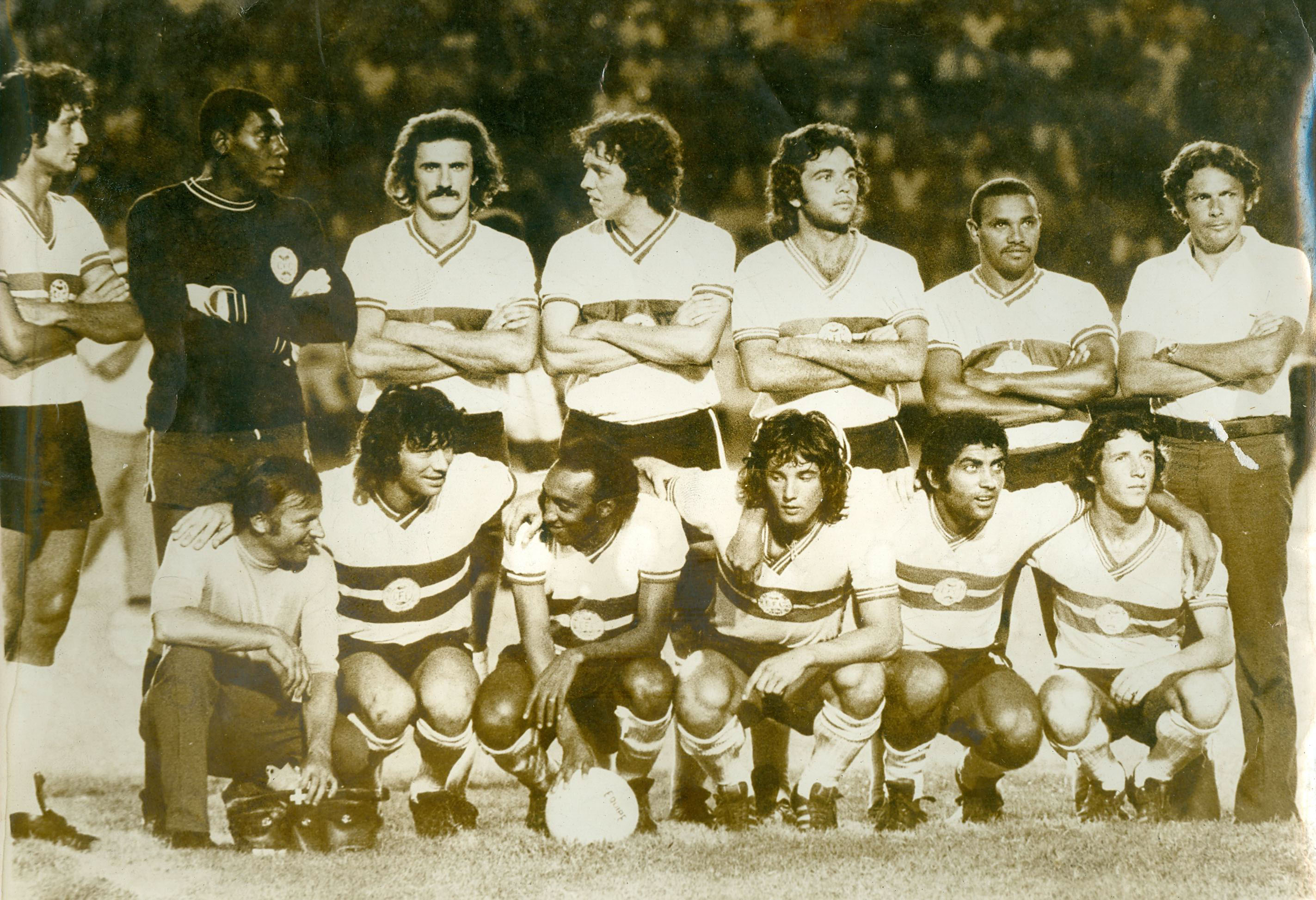
Coritiba 1973

En 1970, afin de mobiliser leurs fans et d'augmenter leurs finances pour une expansion du stade Belfort Duarte, le président Evangelino a adopté la stratégie utilisée par les rivaux d'Atlético-PR, en faisant quelques grandes signatures. La première vague comprenait des joueurs comme Rinaldo (Palmeiras), Joel Mendes (Santos) et Hidalgo (XV de Piracicaba). Le club a entrepris une autre tournée internationale, cette fois-ci contre des clubs en France, en Yougoslavie, en Algérie, en Roumanie et au Portugal, ainsi que contre l'équipe nationale d'Algérie et le Sporting CP. Coritiba a remporté le Torneio Internacional de Verão en 1970 et 1971.
En 1971, Coritiba a commencé ce qui est connu sous le nom de La Décennie Dorée, remportant six championnats de l'État consécutifs (en 1971, 1972, 1973, 1974, 1975 et 1976) - un record dans l'histoire du football de l'État du Paraná. Le 18 janvier 1971, Coritiba a joué contre l'équipe nationale de France, qui venait de battre l'Argentine, à Belfort Duarte et a gagné 2–1.
En 1972, lors d'une troisième tournée internationale, le club a joué des matchs amicaux en Algérie et au Maroc, et a participé à un tournoi en Turquie. Lors de cette tournée, Coritiba a joué contre Fenerbahçe, ainsi que les équipes nationales de Turquie et du Maroc. Revenant invaincu à Coritiba, ils ont reçu la Fita Azul. La même année, Coritiba a joué contre Benfica du Portugal, et les équipes nationales de Hongrie et du Congo à Belfort Duarte.
En 1973, Coritiba a remporté le Torneio do Povo, devenant la première équipe du sud du Brésil à remporter un titre national. Le 18 juin, Coritiba a battu l'équipe nationale du Paraguay 1–0 à Belfort Duarte. Coritiba a remporté le Quadrangular de Goiás en 1975 et la Taça Cidade de Curitiba/Taça Clemente Comandulli en 1976 et 1978. En 1977, le nom du stade Belfort Duarte a été changé en Major Antônio Couto Pereira, et, en 1978 et 1979, Coritiba a remporté deux Campeonatos Paranaense. Le club a terminé les années 1970 avec huit championnats de l'État et, en 1979, a terminé troisième dans le Brasileirão national.
- Jairo, la "Pantera": Il a été le joueur qui a porté le maillot du club le plus longtemps[16].

### Années 1980
En 1980, Coritiba a terminé quatrième du Brasileirão, battant à la fois Ferroviário et Desportiva sur un score de 7–1. Cependant, après cela, Coritiba a connu à la fois une crise administrative et financière, laissant l'équipe sans aucun titre important jusqu'en 1985.
En 1981, le club a remporté un Quadrangular do Trabalhador et, en raison des mauvaises performances en Championnat du Paraná de football, a participé à la Taça da Prata en 1981 et 1983, la deuxième division du Brasileirão. En 1983, ils ont remporté le Torneio Ak-Waba, de la Côte d'Ivoire. Dans ce tournoi, Coritiba a joué deux fois contre l'équipe nationale de Bulgarie, car les Bulgares, pas découragés après avoir perdu le premier match 2–0, ont défié Coritiba pour un match revanche. Cela s'est terminé par un match nul 1–1. En 1984, Coritiba est revenu dans le Brasileirão et a participé au Campeonato Brasileiro, terminant à la huitième place.

#### 1985 - Champion du Brasileirão

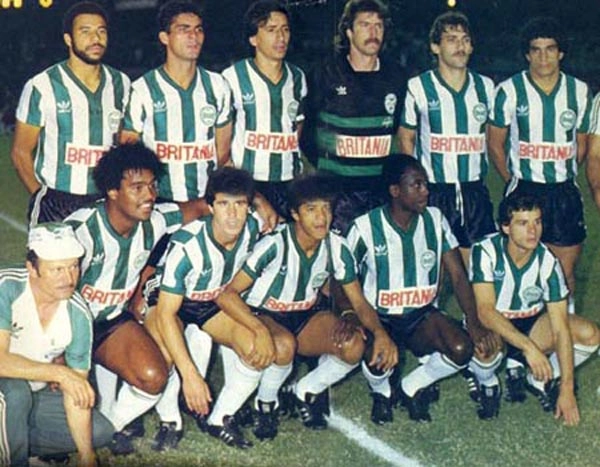
Coritiba - Champion du Brasileirão

1985 a vu la gloire la plus importante pour le football à la fois à Coritiba et au Paraná jusqu'à présent. Discrédité, le club, dirigé par Ênio Andrade, a supplanté les défis et a battu l'équipe brésilienne, remportant aux tirs au but contre Bangu au Maracanã. Les fans de Vasco, Flamengo, Fluminense et Botafogo sont venus soutenir Bangu, totalisant plus de 91 000 fans.
La même année que leur titre national, Coritiba a également remporté le Torneio Maurício Fruet, ainsi que deux matchs amicaux contre Cerro Porteño. Ils ont fait match nul 0–0 dans leur premier match amical, organisé à Asuncion (Paraguay), mais ont remporté le deuxième 2–0 à Couto Pereira.
En 1986, Coritiba a participé à la Copa Libertadores da America, devenant la première équipe de l'État à remporter la compétition. Cette année-là, Coritiba a remporté le Championnat du Paraná de football. En 1987, Coritiba a été invité à rejoindre le Clube dos 13 et à participer à la Copa União (Coupe de l'Union).
En 1989, Coritiba a remporté le Championnat du Paraná de football. Cette année-là, ils ont réalisé une bonne campagne en Brasileirão, mais ont refusé d'accepter un changement dans le calendrier de jeu qui signifiait que le club devait jouer la veille de jouer contre Vasco da Gama - leur principal adversaire dans leur groupe. Coritiba n'est donc pas allé au match contre Santos, censé se dérouler à Juiz de Fora, et a été puni par la CBF d'une défaite automatique de 1–0, de la perte de cinq points et est ainsi tombé en Série B. Le 18 juin, Coritiba a battu l'équipe nationale du Japon 1–0 à Couto Pereira.

### Années 1990
En 1990, le drame de l'année précédente se faisait toujours sentir. Le club a connu une nouvelle crise, qui a finalement duré la première moitié de la décennie. Néanmoins, Coritiba a réalisé une bonne performance en Coupe du Brésil de 1991, atteignant les demi-finales. Après deux années en Série B, en 1992, Coritiba est remonté une fois de plus d'une division, retombant encore en 1993. En 1995, avec une défaite contre Matsubara, Evangelino Neves a été contraint de quitter le club. Édison Mauad, Sérgio Prosdócimo et Joel Malucelli ont assumé la présidence et ont lutté contre les doutes du public sur le club. Ils ont réussi, et Coritiba est remonté en Série A.
Dans la compétition de l'État, cependant, la période de victoire de Coritiba était terminée. Ils sont passés près en 1995 lors d'une finale passionnante contre le rival Paraná (équipe), mais malheureusement Coritiba a finalement perdu le match, qui s'est tenu à Pinheirão, 1–0. L'équipe s'est rapprochée à nouveau en 1996, mais n'a pas atteint la finale.
En 1997, Coritiba a été champion du Festival Brasileiro de Futebol. Bien que le championnat n'ait pas été aussi bien considéré que d'autres qu'ils avaient précédemment remportés, le club luttait donc le titre a été très bien célébré par les fans de Coritiba. L'année suivante, le 19 janvier, Coritiba a remporté 3–1 un match amical contre l'équipe nationale de la Jamaïque, qui a participé un mois plus tard à la Coupe du monde. En 1998, lors du Brasileirão, Coritiba a réalisé une excellente performance, terminant la première phase à la troisième place. En phase éliminatoire cependant, ils ont été éliminés par le Portugal, terminant la compétition à la sixième place.
En 1999, Coritiba est revenu au Championnat du Paraná de football, remportant après neuf ans une interruption du titre de l'État.

### Années 2000
En 2001, Coritiba a eu un bon premier semestre, devenant vice-champion de la Copa Sul-Minas (Coupe Sud-Minas) et atteignant les demi-finales de la Copa do Brasil. Mais dans le Championnat du Paraná de football, le club a été éliminé en demi-finales, une fois de plus pour l'État du Paraná. Fernando Miguel a marqué un but pour Coritiba à la 93e minute (48e minute de la deuxième mi-temps).
En 2002, après un mauvais début, Coritiba s'est amélioré tout au long de la saison. Ils ont cependant perdu contre Gama.
En 2003, en plus d'être les champions invaincus du Championnat du Paraná de football, ils ont terminé cinquièmes du Brasileirão et ont été autorisés à jouer en Libertadores da América l'année suivante.
En 2004, ils ont remporté à nouveau le Championnat du Paraná de football et ont participé aux coupes Sul-Americanas et Libertadores da América.
En 2005, après une mauvaise campagne dans le Campeonato Brasileiro, l'équipe est tombée en Série B de la compétition. Cette année-là, Coritiba avait la quatrième meilleure affluence moyenne du tournoi, avec 18 688 par match.
En 2006, l'entraîneur Marcio Araújo est arrivé à Coritiba, suivi de Estevam Soares. Après des éliminations du Championnat du Paraná de football et de la Copa do Brasil, Estevam a été licencié et remplacé par Paulo Bonamigo. Pendant le Campeonato, Coritiba a remporté plusieurs tours, mais a terminé le championnat à la sixième place, ne montant donc pas en Série A.
En 2007, Guilherme Macuglia était le nouveau patron. Il était responsable lors du Championnat du Paraná de football, de la Copa do Brasil et d'une partie du Campeonato Brasileiro. En juillet 2007, Renê Simões a été embauché en tant que nouveau patron après le licenciement de Macuglia. Pendant cette période, les joueurs ont été révélés : des gens comme le défenseur Henrique, les milieux de terrain Marlos et Pedro Ken, et l'attaquant Keirrison, ainsi que des joueurs comme Gustavo, Túlio et le gardien Edson Baston. Le 3 novembre, avec quatre matchs d'avance, Coritiba est remonté en Série A du Brasileirão, faisant match nul avec Vitória, à Couto Pereira. Le 24 novembre, lors de leur dernier match, avec une victoire contre Santa Cruz à l'Estádio do Arruda (stade Arruda), Coritiba est devenu champion de la Série B en 2007.
En 2009, Coritiba est tombé en Série B après un match nul avec Fluminense, le résultat étant une émeute sportive dans le stade qui a fait 18 blessés, des dommages de 500 000 R$ et 6 supporters de Coritiba en prison,.

### Années 2010
En 2010, Coritiba a remporté le Championnat du Paraná de football, et les fans de Coritiba ont célébré le titre tôt contre leur plus grand rival avec une victoire de 2–0 à Couto Pereira. Il y avait des buts de Marcos Aurélio et Geraldo. Pendant le Campeonato Brasileiro, Coritiba n'était pas favori pour le titre, car ils avaient perdu à Couto Pereira pendant 10 matchs. Lorsqu'ils sont revenus à Couto Pereira, ils étaient en tête du classement. Ils ont gagné à nouveau le 18 septembre, avec une victoire de 2–0 contre Portuguesa, avec 30 414 fans faisant une grande fête.
Le 9 novembre 2010, trois matchs avant la fin, Coritiba est revenu en Série A après une victoire de 3–2 contre Duque de Caxias à São Januário. Le 20 novembre, avec un match nul contre Icasa à Romeirão, Coritiba est devenu champion de la Série B un match avant.
Le 24 avril 2011, le club n'avait besoin que d'un match nul pour remporter le titre de champion de l'État un match avant, et l'a réussi : Coritiba est devenu champion du Championnat du Paraná de football à nouveau, après avoir battu Atlético Paranaense 3–0, dans un match à l'Arena da Baixada. Les champions de l'État deux fois étaient invaincus, avec seulement deux matchs nuls.
Le 28 avril, avec une victoire de 1–0 contre Caxias lors d'un match officiel pour les huitièmes de finale de la Copa do Brasil de 2011, le club est entré dans l'histoire du football brésilien après avoir battu le record de victoires consécutives, remplaçant Palmeiras en 1996, qui avait réalisé 21 victoires. Avec une victoire contre Cianorte, mettant fin au Championnat du Paraná de football de 2011 invaincu, et ayant écrasé Palmeiras 6–0 pour la Copa do Brasil, Coritiba a réalisé 24 victoires consécutives et 29 matchs invaincus.
Coritiba s'est qualifié pour la finale de la Copa do Brasil 2011, après avoir battu Ceará. En finale, contre Vasco da Gama, ils ont été défaits 1–0 à l'aller, et ont gagné 3–2 au retour, mais n'ont pas remporté la coupe en raison de la règle des buts à l'extérieur.
En 2012, Coritiba a de nouveau remporté le Championnat du Paraná de football et a été champion trois fois. Ils ont une fois de plus été classés en finale de la Copa do Brasil. Mais, dans le tournoi national, ils ont fait match nul 2–1 contre Palmeiras. Coritiba a presque perdu le premier match 2–0, à Barueri.

### Années 2020
En mai 2023, après avoir fait la transition vers une Sociedade Anônima do Futebol, le club a annoncé qu'il avait conclu un accord pour vendre 90 % de ses actions à Treecorp, un fonds d'investissement privé basé sur l'avenue Faria Lima.

## Statistiques

### Saisons
Champion.
 Vice-champion.
|       | Championnat du Paraná | Championnat du Paraná | Coupe du Brésil     | Championnat brésilien | Championnat brésilien | Copa Sudamericana   | Libertadores   |
| Année | Div.                  | Pos.                  | Phase Maximale      | Div.                  | Pos.                  | Phase Maximale      | Phase Maximale |
| ----- | --------------------- | --------------------- | ------------------- | --------------------- | --------------------- | ------------------- | -------------- |
| 2024  | 1re                   | Demi-finale           | 1re phase           | B                     | À disputer            | —                   | —              |
| 2023  | 1re                   | Quarts de finale      | 3e phase            | A                     | 19e                   | —                   | —              |
| 2022  | 1re                   | Finale                | 3e phase            | A                     | 15e                   | —                   | —              |
| 2021  | 1re                   | 1re phase             | 3e phase            | B                     | 3e                    | —                   | —              |
| 2020  | 1re                   | Finale                | 1re phase           | A                     | 19e                   | —                   | —              |
| 2019  | 1re                   | Demi-finale           | 1re phase           | B                     | 3e                    | —                   | —              |
| 2018  | 1re                   | Finale                | 3e phase            | B                     | 10e                   | —                   | —              |
| 2017  | 1re                   | Finale                | 2e phase            | A                     | 17e                   | —                   | —              |
| 2016  | 1re                   | Finale                | 2e phase            | A                     | 15e                   | Quarts de finale    | —              |
| 2015  | 1re                   | Finale                | Huitièmes de finale | A                     | 15e                   | —                   | —              |
| 2014  | 1re                   | Demi-finale           | Huitièmes de finale | A                     | 14e                   | —                   | —              |
| 2013  | 1re                   | Finale                | 2e phase            | A                     | 11e                   | Huitièmes de finale | —              |
| 2012  | 1re                   | Finale                | Finale              | A                     | 13e                   | 2e phase            | —              |
| 2011  | 1re                   | Finale                | Finale              | A                     | 8e                    | —                   | —              |
| 2010  | 1re                   | Finale                | 2e phase            | B                     | 1er                   | —                   | —              |
| 2009  | 1re                   | 3e place              | Demi-finale         | A                     | 17e                   | 1re phase           | —              |
| 2008  | 1re                   | Finale                | 2e phase            | A                     | 8e                    | —                   | —              |
| 2007  | 1re                   | Demi-finale           | Huitièmes de finale | B                     | 1er                   | —                   | —              |
| 2006  | 1re                   | Demi-finale           | 2e phase            | B                     | 6e                    | —                   | —              |
| 2005  | 1re                   | Finale                | Huitièmes de finale | A                     | 19e                   | —                   | —              |
| 2004  | 1re                   | Finale                | —                   | A                     | 12e                   | 1re phase           | Groupes        |
| 2003  | 1re                   | Finale                | 1re phase           | A                     | 5e                    | —                   | —              |
| 2002  | 1re                   | Demi-finale           | 1re phase           | A                     | 11e                   | —                   | —              |
| 2001  | 1re                   | Demi-finale           | Demi-finale         | A                     | 17e                   | —                   | —              |

#### Autres compétitions
| Année | Compétition         | Phase Maximale |
| ----- | ------------------- | -------------- |
| 2016  | Première Ligue      | Groupes        |
| 2002  | Copa Sul-Minas      | 1re phase      |
| 2001  | Coupe des Champions | Demi-finale    |
| 2001  | Copa Sul-Minas      | Finale         |
| 2000  | Copa Sul-Minas      | Groupes        |
| 1999  | Coupe Sud           | 2e phase       |
| 1973  | Torneio do Povo     | Champion       |
| 1962  | Sud-Brésilien       | 4e Place       |

### Participations
|  | Participations in 2024 |

| Competition        | Competition           | Seasons                   | Best campaign               | Debut | Last | P | R |
|                    | Campeonato Paranaense | 110                       | Champion (39 times)         | 1915  | 2024 |   | – |
|                    | Copa Sul-Minas        | 3                         | Runner-up (2001)            | 2000  | 2002 |   |   |
|                    | Campeonato Brasileiro | 42                        | Champion (1985)             | 1960  | 2023 |   | 7 |
| Serie B            | 14                    | Champion (2007 and 2010)  | 1981                        | 2024  | 6    | – |   |
| Copa do Brasil     | 30                    | Runner-up (2011 and 2012) | 1990                        | 2024  |      |   |   |
| Copa dos Campeões  | 1                     | Semi-finalist (2001)      | 2001                        | 2001  |      |   |   |
|                    | Copa Libertadores     | 2                         | Group stage (1986 and 2004) | 1986  | 2004 |   |   |
| Copa Sul-Americana | 5                     | Quarter-finals (2016)     | 2004                        | 2016  |      |   |   |

### Rétrospectives
Mis à jour en mars 2024.
| Compétition                     | Compétition            | C  | T   | P     | J     | V     | E   | D   | BP    | BC    |
| ------------------------------- | ---------------------- | -- | --- | ----- | ----- | ----- | --- | --- | ----- | ----- |
|                                 | Copa Libertadores      | 0  | 2   | 15    | 12    | 4     | 5   | 3   | 15    | 13    |
| Copa Sul-Americana              | 0                      | 5  | 17  | 16    | 5     | 2     | 9   | 17  | 22    |       |
|                                 | Championnat Brésilien  | 1  | 42  | 1 351 | 1 145 | 396   | 303 | 446 | 1 329 | 1 413 |
| Coupe du Brésil                 | 0                      | 30 | 215 | 142   | 61    | 38    | 43  | 206 | 145   |       |
| Championnat Brésilien - Série B | 2                      | 13 | 524 | 337   | 152   | 91    | 94  | 463 | 354   |       |
|                                 | Championnat Paranaense | 39 | 110 | 3 373 | 2 250 | 1 271 | 534 | 445 | 4 531 | 2 318 |

## Tenue
- Tenue principale: Maillot blanc avec deux bandes horizontales vertes, pantalon noir et chaussettes blanches.
- Tenue de rechange: Maillot à rayures verticales vertes et blanches, pantalon blanc et chaussettes noires.
- Tenue alternative: Maillot blanc avec des bandes horizontales grises, pantalon noir et chaussettes blanches.

### Évolution de la tenue
| 1980 | 1988 | 1993-1995 | 1996      | 1997-1998 | 2013 |
| 2014 | 2015 | 2016-2017 | 2017-2018 | 2018-2019 | 2020 |
| 2021 | 2022 | 2023      |           |           |      |

## Stades
Stade Couto Pereira est le stade du Coritiba.
- Nom: Stade Couto Pereira (Estádio Couto Pereira)
- Capacité: 40502
- Adresse: Rue Ubaldino do Amaral, 37
- Registre de présence: 80000 (Le Pape Jean-Paul II, 1980)
- Dimensions du champ : 109,00 × 72.. m
- Année de l'inauguration : 1932

Le stade Major Antônio Couto Pereira a été fondé en 1932 et a une capacité actuelle de 40 502 personnes. Il est appelé par les supporters et la presse le Couto Pereira ou l'Alto da Glória.
Le terrain du stade a été donné par Nicolau Scheffer, ou vendu à un prix symbolique, en raison des impôts. À l'époque, c'était un endroit éloigné, et il était courant de dire à l'époque que ce ne serait pas viable en raison de la distance.

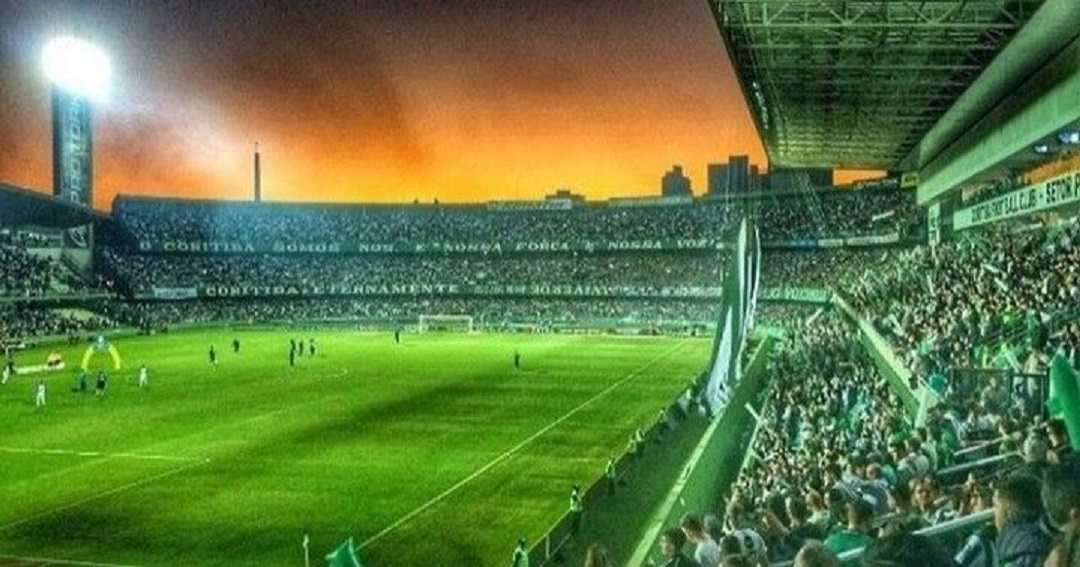
Supporters au stade Major Antônio Couto Pereira.

Lors d'une rénovation en 2005, les dimensions du terrain ont été agrandies et les barrières de protection ont été retirées, facilitant ainsi la visualisation du jeu dans tous les secteurs du stade. De plus, des équipements tels que les bancs de touche et les buts ont été modernisés, tout comme le terrain entier a été remplacé et des rénovations ont été effectuées dans les installations intérieures (vestiaires et salles).
Initialement appelé Estádio Belfort Duarte, son nom a été changé pour celui actuel en 1977 après des rénovations pour l'agrandir, en hommage à l'un des principaux responsables du passage du stade du projet à la réalité.

## Centre de formation de la Graciosa
En 1988, le président Bayard Osna a décidé de construire un centre d'entraînement pour le Coritiba. Un terrain a été acquis sur l'ancienne route de la Graciosa, près de l'échangeur d'Atuba, à environ neuf kilomètres du siège principal, dans le Alto da Glória. Mais ce n'est qu'en 1995 que le deuxième pas a été franchi. Joel Malucelli, Sérgio Prosdócimo et Édson Mauad ont pris en charge le Coritiba et ont lancé les travaux.
L'ingénieur José Arruda, alors vice-président du club, a été choisi comme responsable pour relever ce défi et l'a fait avec confiance et détermination, bénéficiant du soutien d'une commission de travaux compétente. La majeure partie de l'argent qui a rendu la construction possible provenait de contributions mensuelles du Conseil délibératif, présidé à l'époque par Manoel Antonio de Oliveira.
Le CT da Graciosa a été inauguré le 20 décembre 1997. Après beaucoup de dévouement et de travail de tous ceux qui ont aidé, le rêve est devenu réalité. En 2002, Giovani Gionédis a pris la tête du club et a lancé une planification structurelle audacieuse, qui a débuté par l'expansion et la modernisation du patrimoine verdâtre.
Aujourd'hui, le Centre d'entraînement Bayard Osna est devenu une référence en termes de modernité et d'espace pour le travail des professionnels du football. Le travail sérieux a fait du Coritiba l'un des clubs du pays disposant des meilleures structures. C'est là que se déroule le travail d'amélioration de la base et chaque année, des stars émergent sur ses terrains, toujours avec le suivi des meilleurs professionnels, jusqu'à ce qu'elles rejoignent l'équipe professionnelle et deviennent des idoles coxa-brancas.
Le CT dispose de cinq terrains de football officiels (70x110m), avec des pelouses différenciées. De plus, il y a trois vestiaires, une piscine thermique, un parking et un comité de presse. Pour la partie médicale, il y a une clinique de physiologie moderne, une salle de sport complète, ainsi que des cliniques de physiothérapie, de psychologie et de nutrition.

## Équipementiers et sponsors
| Período         | Équipementier |
| --------------- | ------------- |
| 1980            | Penalty       |
| 1981 - 1987     | Adidas        |
| 1987 - 1988     | Umbro         |
| 1989 - 1990     | Campeã        |
| 1990 - 1996     | Umbro         |
| 1997 - 2005     | Penalty       |
| 2006 - 2007     | Diadora       |
| 2008 - 2011     | Lotto         |
| 2012 - 2016     | Nike          |
| 2016 - 2018     | Adidas        |
| 2018 - Presente | 1909          |

| Período     | Sponsor                                                        |
| ----------- | -------------------------------------------------------------- |
| 1985        | Britânia                                                       |
| 1986        | Romani S.A.                                                    |
| 1987        | Müller                                                         |
| 1987 - 1991 | Coca-Cola                                                      |
| 1993        | Bauducco                                                       |
| 1994        | Renner Herrmann S.A.                                           |
| 1995 - 2000 | Sanyo                                                          |
| 2001 - 2002 | TIM                                                            |
| 2004 - 2005 | Claro                                                          |
| 2006        | Radial Vale Fértil                                             |
| 2007        | Mastercorp Ribbons                                             |
| 2007 - 2009 | Previsul Seguradora                                            |
| 2009        | Positivo Informática Lupo                                      |
| 2010        | Banco BMG IRA Motoparts                                        |
| 2011        | Banco BMG IRA Motoparts JMalucelli Limagrain-Guerra Coca-Cola  |
| 2012        | Banco BMG IRA Motoparts Netshoes Limagrain-Guerra Coca-Cola    |
| 2013        | Caixa Netshoes Pro Tork Coca-Cola                              |
| 2014        | Caixa Netshoes Pro Tork Coca-Cola                              |
| 2015        | Caixa Netshoes Pro Tork Coca-Cola TIM RDP Nutrilatina 99 Taxis |
| 2016        | Caixa Pro Tork Brahma RDP Nutrilatina                          |
| 2017        | Caixa Pro Tork Brahma RDP Madero                               |
| 2018        | Caixa Pro Tork Brahma RDP Nutrilatina                          |
| 2019        | Paraná Banco Pro Tork Brahma MarjoSports RDP Tintas Killing    |

## Palmarès
- Championnat du Brésil (1) :
  - Champion : 1985.

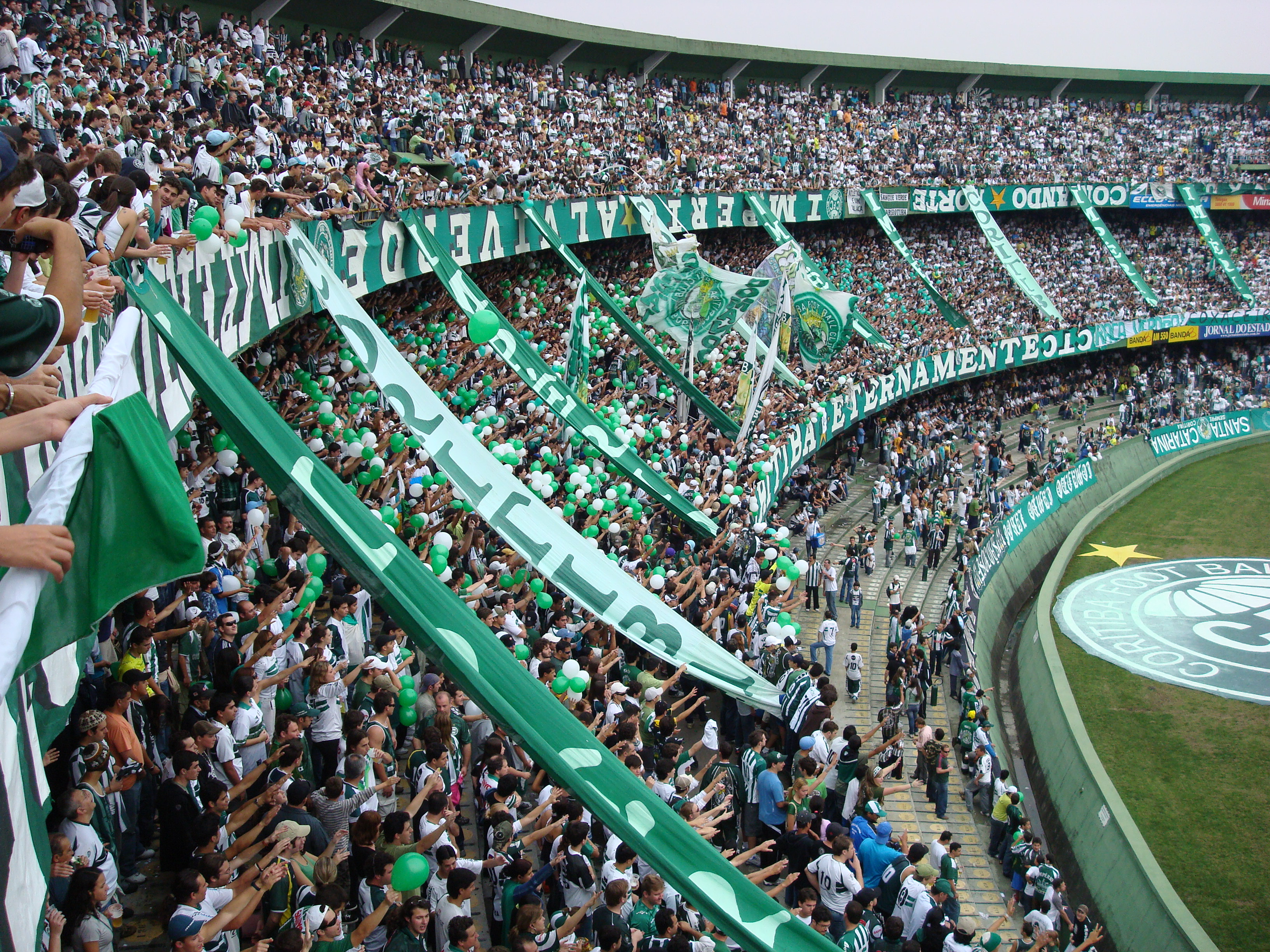
Supporters du club

- Championnat du Brésil de Série B (2) :
  - Champion : 2007, 2010

- Championnat du Paraná (39) : 
  - Champion : 1916, 1927, 1931, 1933, 1935, 1939, 1941, 1942, 1946, 1947, 1951, 1952, 1954, 1956, 1957, 1959, 1960, 1968, 1969, 1971, 1972, 1973, 1974, 1975, 1976, 1978, 1979, 1986, 1989, 1999, 2003, 2004, 2008, 2010, 2011, 2012, 2013, 2017 et 2022.

- Championnat de la Cité de Curitiba/ Clemente Comandulli (2) : 
  - Champion : 1976, 1978

## Titres en catégories de jeunes
Voici une liste des principaux titres et performances remarquables des catégories de jeunes,.

### titres
| INTERNATIONAUX | INTERNATIONAUX                            | INTERNATIONAUX | INTERNATIONAUX |
|                | Compétition                               | titres         | Saisons |
| -------------- | ----------------------------------------- | -------------- | --- |
|                | Dallas Cup Sub-19                         | 2              | 2012 et 2015 |
|                | Torneio Gradisca Sub-17                   | 2              | 2013 et 2014 |
|                | IberCup Sub-17                            | 1              | 2020 |
|                | EFIPAN Sub-13                             | 1              | 2015 |
| NATIONAUX      |                                           |                | |
|                | Compétition                               | titres         | Saisons |
|                | Copa do Brasil Sub-20                     | 1              | 2021 |
|                | Taça Belo Horizonte Sub-20                | 1              | 2010 |
|                | Copa Galo Sub-17                          | 1              | 2022 |
|                | Copa Votorantim Sub-15                    | 1              | 2012 |
|                | Copa Thermas de Itá Sub-13                | 1              | 2008 |
| INTER-ÉTATS    |                                           |                | |
|                | Compétition                               | titres         | Saisons |
|                | Copa BH Tributtarium Sub-17               | 1              | 2019 |
|                | BC Cup Sub-16                             | 1              | 2012 |
|                | MGF Cup Sub-16                            | 1              | 2021 |
|                | Copa Caio Júnior Sub-15                   | 1              | 2017 |
|                | Copa Limonta Sports Sub-15                | 1              | 2022 |
|                | Copa Sul-Americana de Garopaba Sub-11     | 1              | 2017 |
|                | Copa Sul-Americana Alta Sorocabana Sub-11 | 1              | 2018 |
| ÉTATIQUES      |                                           |                | |
|                | Compétition                               | titres         | Saisons |
|                | Championnat paranaense juniors Sub-20     | 26             | 1932, 1934, 1935, 1936, 1946, 1947, 1949, 1950, 1952, 1953, 1954, 1955, 1957, 1959, 1960, 1971, 1972, 1973, 1989, 1999, 2003, 2009, 2012, 2013, 2022 et 2023 |
|                | Championnat paranaense juvéniles Sub-17   | 7              | 1983, 1984, 1992, 1999, 2003, 2009 et 2013 |
|                | Championnat paranaense infantile Sub-15   | 5              | 2010, 2012, 2016, 2018 et 2023 |

## Personnalités du club

### Entraîneurs
- 1997 – Rubens Minelli e Dirceu Krüger
- 1996 – Heron Ferreira, Pepe, Dirceu Krüger e Lori Sandri
- 1995 –
- 1994 –
- 1993 – José Teixeira
- 1992 –
- 1991 – Levir Culpi, Sérgio Ramirez
- 1990 – Paulo César Carpegiani
- 1989 – Edu Coimbra e Jair Picerni
- 1988 – Leão, Dirceu Krüger e Valdir Espinosa
- 1987 – Pedro Rocha e Otacílio Gonçalves
- 1986 – Dirceu Krüger e Nicanor de Carvalho
- 1985 – Dino Sani, Dirceu Krüger e Ênio Andrade
- 1984 – Dudú e Dirceu Krüger
- 1983 –
- 1982 –
- 1981 –
- 1980 – Mário Juliato
- 1979 – Dirceu Krüger, Tim e Borba Filho
- 1978 – Chiquinho
- 1977 – Lanzoninho
- 1976 – Dino Sani
- 1975 – Hélio Alves e Paulinho de Almeida
- 1974 – Yustrich e Hidalgo
- 1973 – Tim e Lanzoninho
- 1972 – Lanzoninho
- 1971 – Tim

### Anciens joueurs
- Alex
- Estanislao Struway
- Adriano Correia
- Rafinha
- Keirrison
- Miranda
- Artur
- Nivaldo
- Douglão
- Henrique
- Felipe

### Idoles
- 10's: Frederico "Fritz" Essenfelder – Maxambomba
- 20's: Ninho – Pizzatto – Staco
- 30's: Pizzattinho – Emílio – Rei
- 40's: Neno – Merlin – Tonico – Breyer
- 50's: Miltinho – Duílio – Fedato – Lanzoninho
- 60's: Krüger – Nico – Bequinha – Oberdan – Cláudio – Nilo – Dirceu – Paulo Vecchio
- 70's: Jairo – Tião Abatiá – Hidalgo – Aladim – Pedro Rocha – Zé Roberto – Paquito – Hermes – Pescuma – Dreyer – Duílio
- 80's: Rafael – Dida – Tostão – Lela – André – Índio – Toby – Heraldo – Almir – Marildo – Chicão – Ademir Alcântara- Milton- Vavá
- 90's: Alex – Pachequinho – Ronaldo Lobisomem – Reginaldo Nascimento – Cléber – Basílio – Auri – Paulo Sérgio – Brandão – Claudiomiro
- 00's: Keirrison – Tcheco – Rafinha – Adriano – Emerson- Edson Bastos – Leandro Donizete –  Rafinha

## Supporter
Le principal groupe de supporters organisé du club est l'Império Alviverde, fondé en 1977. Le groupe utilise les couleurs vert et blanc et est également notoirement l'un des plus grands groupes de supporters organisés de la Région Sud du Brésil, voire le plus grand.
En plus d'être l'un des clubs les plus traditionnels de l'État, les supporters du Coxa Branca sont également parmi les plus traditionnels du Paraná. Déjà en 1939, Pinha (Luis Vila), ancien gardien de but du Coxa, a créé le premier groupe de supporters organisé de l'État du Paraná, qui comprenait des percussions et des chants d'encouragement, se démarquant ainsi des groupes rivaux.
En 1986 et 2004, ils étaient présents, lors de la Copa Libertadores de América, dans tous les pays où le Coritiba a disputé le tournoi, tels que le Pérou, le Paraguay et l'Argentine. Son principal groupe de supporters organisé est l'Império Alviverde.
En 2010, les supporters ont également assisté aux dix matchs de l'équipe à Joinville pendant la sévère punition infligée au club, attirant un total de 33 156 supporters avec une moyenne de 3 315 personnes par match, même en jouant à 130 kilomètres de Curitiba, démontrant que la force et la passion pour le club n'ont pas de limites.
Traditionnelle dans tout le sud du Brésil, la communauté de supporters du Coxa figure parmi les plus importantes des clubs du sud. Un sondage réalisé par l'IBOPE en 2010 classe le club paranaense comme le troisième plus grand groupe de supporters de la Région Sud. Les supporters de Coritiba ont également les meilleures moyennes d'affluence dans le championnat de l'État, avec la plus grande moyenne sur 14 des 21 dernières années avec des chiffres enregistrés (1994 à 2019) ; quand ils ne sont pas en tête, ils sont presque toujours deuxièmes, ce qui est similaire à ce qui se passe lors du Championnat brésilien (voir tableaux ci-dessous).
Le groupe de supporters de Coritiba est également connu pour organiser au Couto Pereira le Green Hell (Enfer Vert), qui pousse les supporters à innover de plus en plus en matière de pyrotechnie, de fumée, de papier, de feux et de panneaux lumineux, que ce soit de jour ou de nuit.
Le deuxième plus grand groupe de supporters organisé de Coritiba est les Dragões Alviverde. Les Dragões Alviverde ont été fondés en 1996.

## Divers
- 2011 : le 28 avril, avec une victoire contre Caxias 1 but à 0 en huitième de finale de la coupe du Brésil 2011, le club rentre dans l'histoire du football brésilien en battant le record de 21 victoires consécutives de Palmeiras établi en 1996. Après une nouvelle victoire contre Cianorte, terminant ainsi invaincu le championnat du Paraná de 2011, et une défaite contre Palmeiras (6 à 0) en coupe du Brésil, le Coritiba porte le record mondial à 24 victoires consécutives en match officiel[51].

- Premier match : Coritibano x Tiro Pontagrossense (23 octobre 1909)
- Premier match officiel : Coritiba 5 x 3 Ponta Grossa (12 juin 1910)
- Premier buteur : Fritz Essenfelder
- Plus large victoire (compétitions nationales) : Coritiba 7 x 1 Ferroviário (Couto Pereira, 16 April 1980), Coritiba 7 x 1 Desportiva-ES (Couto Pereira, 4 mai 1980), Coritiba 6 x 0 Palmeiras (Couto Pereira, 5 mai 2011)
- Le plus d'apparitions (une compétition) : Jairo - 440 (1971-1977, 1984-1987)
- Meilleur buteur : Duílio Dias - 202 (1954-1964)

### Atletiba

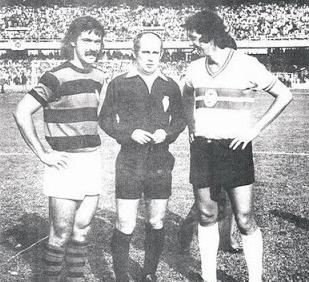
Atletiba (1972)

## Principaux matchs internationaux et interétatiques
Ordre chronologique:

### Clubs étrangers
| Date       | Adversaire            |
| ---------- | --------------------- |
| 23/02/1941 | Gimnasia y Esgrima    |
| 02/12/1942 | Club Libertad         |
| 12/07/1949 | SK Rapid Wien         |
| 11/12/1949 | Sol de América        |
| 05/07/1954 | Sportivo Luqueño      |
| 06/08/1967 | Atlético de Madrid    |
| 02/06/1968 | SSC Napoli            |
| 30/07/1969 | Hamburger SV          |
| 06/08/1969 | 1. FC Cologne         |
| 08/08/1969 | Borussia Dortmund     |
| 12/08/1969 | Austria Wien          |
| 15/08/1969 | AS Saint-Etienne      |
| 17/08/1969 | Red Star 93           |
| 20/08/1969 | Levski Sofia          |
| 23/08/1969 | Girondins de Bordeaux |
| 26/08/1969 | Feyenoord             |
| 28/08/1969 | RSC Anderlecht        |
| 01/09/1969 | Murcia                |
| 02/09/1969 | Valencia CF           |
| 14/01/1970 | AC Sparta Praha       |
| 13/04/1970 | CSKA Sofia            |
| 07/11/1970 | Angoulême             |
| 11/11/1970 | Angers SCO            |
| 25/11/1970 | Angers SCO            |
| 13/11/1970 | AS Nancy-Lorraine     |
| 17/11/1970 | FK Radnički Niš       |
| 19/11/1970 | FK Vojvodina          |
| 24/11/1970 | Rangers               |
| 05/12/1970 | Belouizdad            |
| 09/12/1970 | Sporting Portugal     |
| 17/12/1970 | Újpest                |
| 10/02/1971 | Dinamo Bucureşti      |
| 29/01/1971 | FK Vojvodina          |

| Date       | Adversaire                         |
| ---------- | ---------------------------------- |
| 17/02/1971 | Rapid Bucarest                     |
| 13/01/1972 | Benfica                            |
| 17/06/1972 | Fenerbahçe                         |
| 28/06/1972 | MC Alger                           |
| 01/07/1972 | WRS                                |
| 10/06/1980 | Saint Mirren                       |
| 17/02/1983 | Africa Sports                      |
| 31/05/1985 | Cerro Porteño                      |
| 06/06/1985 | Cerro Porteño                      |
| 25/04/1986 | Barcelona-ECU                      |
| 18/07/1986 | Barcelona-ECU                      |
| 29/04/1986 | Deportivo Quito                    |
| 25/07/1986 | Deportivo Quito                    |
| 26/01/1995 | Nacional                           |
| 25/01/1999 | Cerro Porteño                      |
| 28/06/2002 | Olimpia                            |
| 10/02/2004 | Sporting Cristal                   |
| 06/04/2004 | Sporting Cristal                   |
| 13/04/2004 | Olimpia                            |
| 17/02/2004 | Olimpia                            |
| 04/03/2004 | Rosario Central                    |
| 10/03/2004 | Rosario Central                    |
| 19/01/2012 | Daegu                              |
| 18/01/2013 | Cerro Porteño de Presidente Franco |
| 26/01/2013 | Colón                              |
| 24/07/2013 | Itagüí Ditaires                    |
| 23/10/2013 | Itagüí Ditaires                    |
| 21/07/2016 | Belgrano                           |
| 28/07/2016 | Belgrano                           |
| 19/10/2016 | Atlético Nacional                  |
| 26/10/2016 | Atlético Nacional                  |